# 土土哈
土土哈（1237年—1297年，名字在突厥語中有都督的意思），元代著名将领。欽察人，祖先是蒙古的伯岳吾部，也有人說是庫莫奚（该说法认为伯岳吾部離開奚地是金滅遼引起的）。居住在武平北折連川按答罕山（今內蒙古赤峰一帶），在遼朝末年離開奚地，前往「玉里伯里山」（今伏尔加河与乌拉尔河下游之间）居住。其始祖曲年，高祖唆末納，曾祖亦納思曾包庇蔑兒乞人。其祖欽察王忽魯速蠻前往蒙古見窝阔台。其父班都察投降蒙哥，後隨忽必烈，征叛王阿里不哥有功，被任命為怯薛，土土哈亦隨征有功。
班都察死，土土哈襲官，長期征戰於漠北，至元十四年（1277年），蒙哥子昔里吉、脫脫木儿等叛王發兵越阿爾泰山，漠北大帳被掠，當年土土哈在土拉河敗叛王，奪回大帳（大斡尔朵）。忽必烈把大帳賜給他。十五年，越阿爾泰山，擒叛將扎忽台，殺敵甚多，二十年征乃顏，二十九年征海都。因欽察軍英勇善戰，忽必烈下令徵募散在外各地的欽察人隸屬土土哈，組織欽察軍，選勇健者入宿衛。元置欽察衛親軍指揮司，後擴大為欽察親軍大都督府。隆镇卫2000人，在右钦察卫1万人，龙翊卫9000人，东路蒙古元帅府（后改为东路钦察万户府）1万人，计16万人。
至元二十六年（1289年）征窝阔台後王海都，在阿爾泰山發起進攻，獲三千帳，二十七年（1290年），攻叛軍所據之益蘭州、謙州（亦必兒失必兒之戰）。
元成宗即位，仍重用之，知土土哈善戰，命鎮守北方。大德元年（1297年）正月，封銀青光祿大夫，上柱國，同知樞密院事，授欽察親軍都指揮使。同年二月病逝。他死後，追封為延国公，謚武毅，升句容郡王。其子床兀兒襲官，領北征諸軍。多次打敗都哇。